# Monika Grigalauskytė

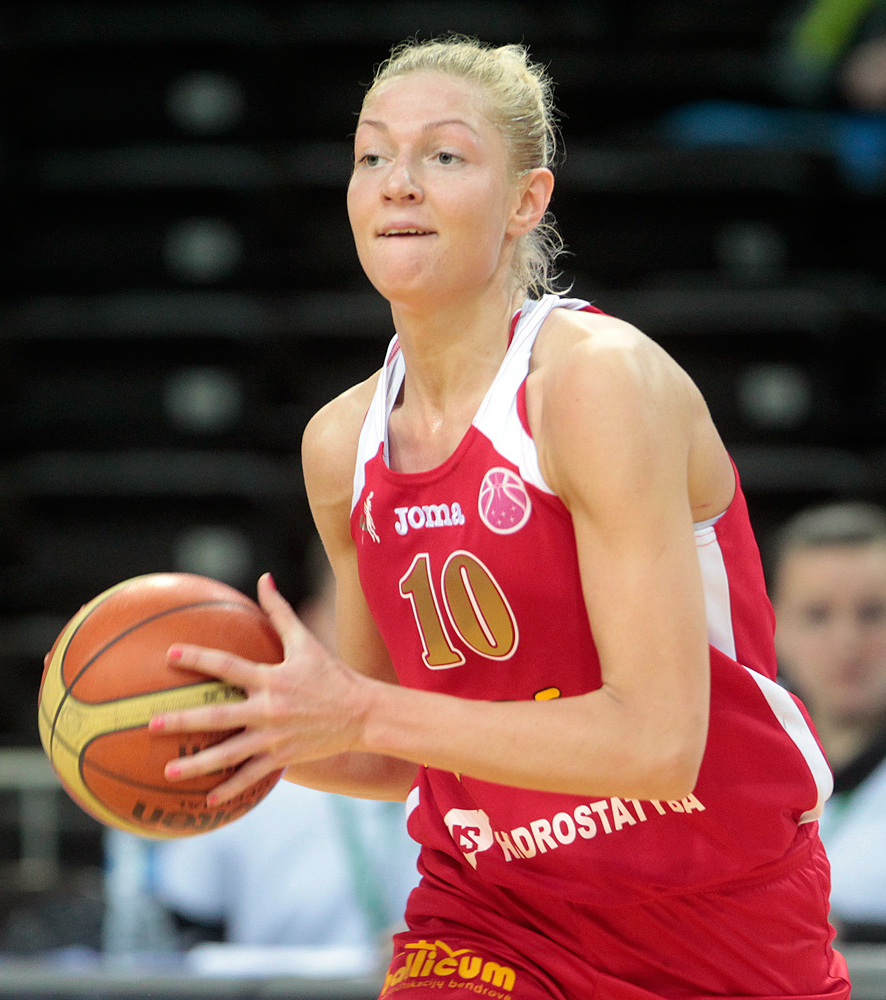

Monika Grigalauskytė (Plungė, 17 febbraio 1992) è una cestista lituana.

## Carriera
Con la Lituania ha disputato due edizioni dei Campionati europei (2013, 2015).